# Hellertalbahn GmbH

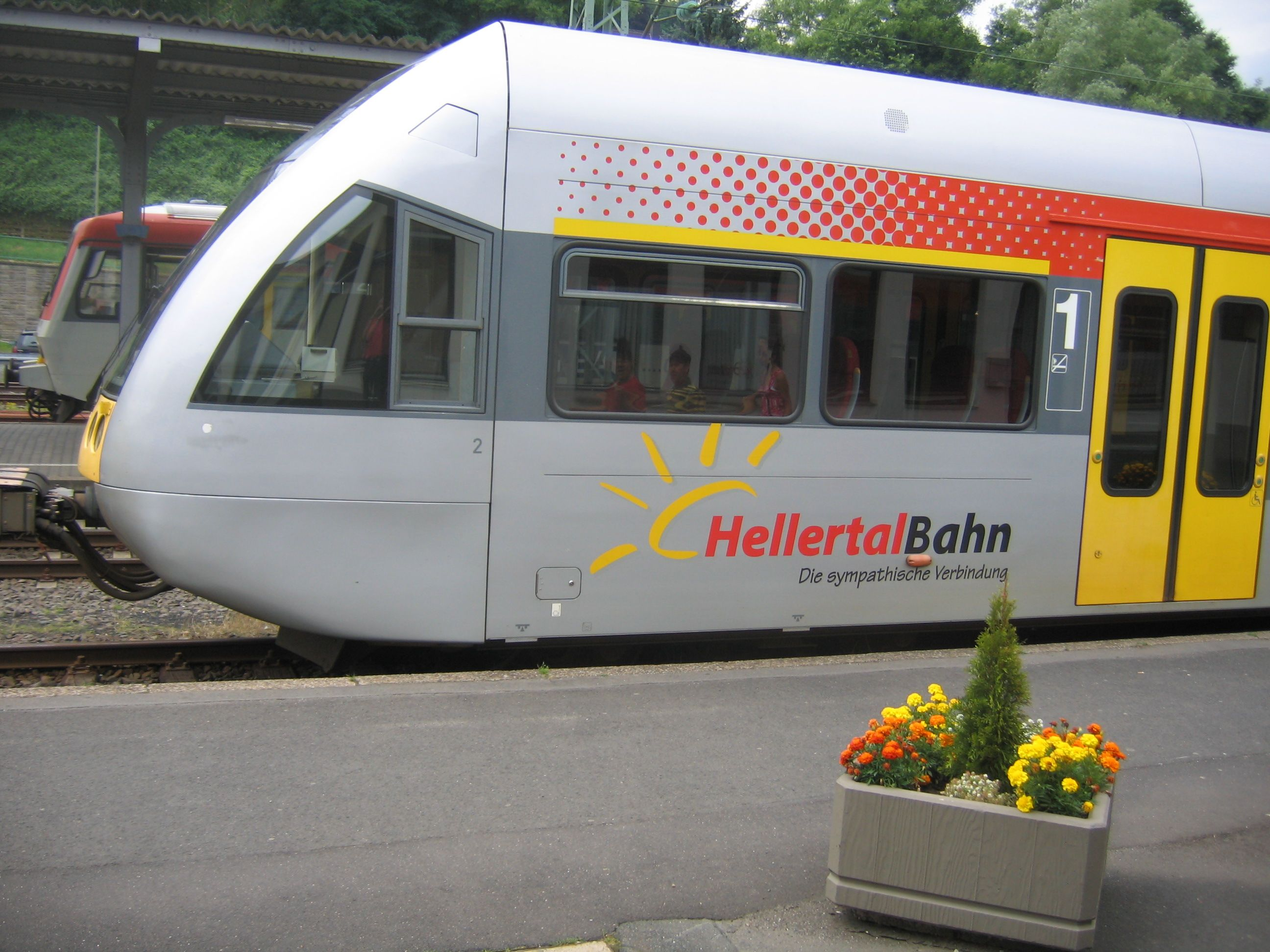
Stadler GTW 2/6 der Hellertalbahn GmbH

Die HellertalBahn GmbH (Eigenschreibweise) war ein Eisenbahnverkehrsunternehmen (EVU), das zwischen 1999 und 2015 den Schienenpersonennahverkehr auf der Bahnstrecke Betzdorf–Haiger betrieben hat.
Die Gesellschaft wurde am 19. Juli 1999 von der Westerwaldbahn des Kreises Altenkirchen (WEBA), der damaligen Siegener Kreisbahn und der Hessischen Landesbahn gegründet, die je zu einem Drittel am Stammkapital beteiligt waren. Zuvor hatte das Konsortium die Ausschreibung des Schienenpersonennahverkehrs auf der Hellertalbahn zwischen Betzdorf und Dillenburg gewonnen. Zum 26. September 1999 wurde der Betrieb von DB Regio übernommen. Dabei hat das Unternehmen Gelenktriebwagen vom Typ Stadler GTW 2/6 eingesetzt. Zum Fahrplanwechsel am 13. Dezember 2015 wurde der Nahverkehrsbetrieb an die Hessische Landesbahn übergeben, die die Ausschreibung des Eifel-Westerwald-Sieg-Netzes gewonnen hatte.
Die Hellertalbahn GmbH war Mitglied in den Verkehrsverbünden VRM, RMV, VRS und VGWS.
Der Hauptsitz befand sich in Betzdorf; weitere Fahrkarten- und Informationsschalter waren in den Bahnhöfen der Orte Burbach und Würgendorf sowie am Bahnhof Neunkirchen (Kr Siegen) untergebracht (diese ergaben sich aus den Betriebsbedürfnissen der DB Netz und lagen damit in deren Federführung).

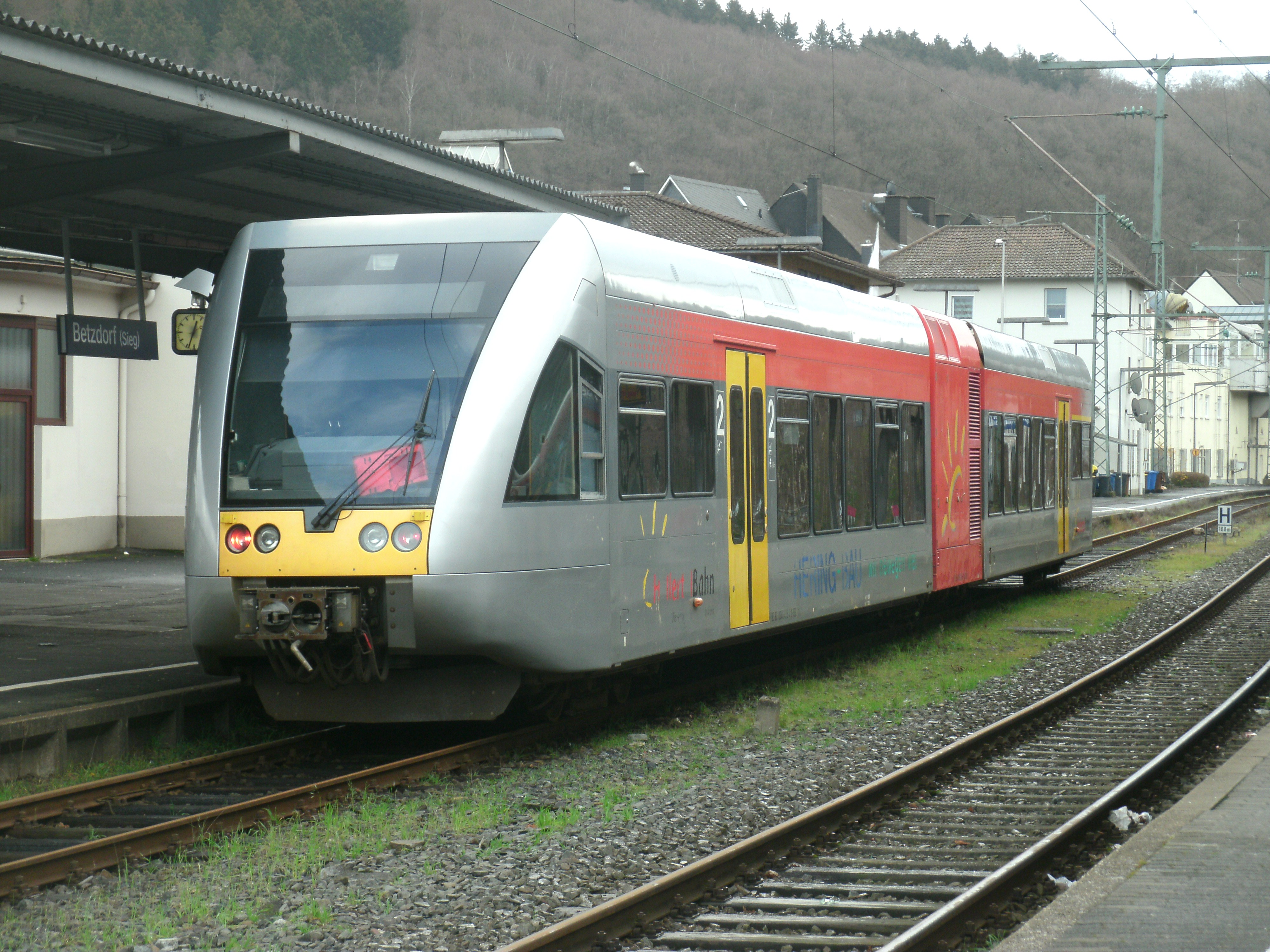
Triebwagen der Hellertalbahn im Bahnhof Betzdorf (Sieg)

Zum Fahrplanwechsel im Dezember 2015 hat die Hessische Landesbahn HLB, Betriebsbereich Dreiländerbahn, die Verkehrsleistungen auf der Strecke Betzdorf – Herdorf - Neunkirchen - Haiger - Dillenburg (RB96) für 15 Jahre im Rahmen des Ausschreibungsgewinns des Loses 2 des Zweckverband Schienenpersonennahverkehr Rheinland-Pfalz Nord im Bezug auf das Dieselnetz Eifel-Westerwald-Sieg übernommen. Hier wird seitdem einer der drei Hellertalbahn-Triebwagen zusammen mit den Fahrzeugen der ebenfalls beendeten Kooperation vectus eingesetzt, die beiden anderen gingen nach gründlicher Aufarbeitung an die Westerwaldbahn zum Betrieb der Bahnstrecke Betzdorf–Daaden.